# Spaniens U21-herrlandslag i fotboll
Spaniens U21-landslag i fotboll är ett landslag för spanska fotbollsspelare, 21 år gamla eller yngre vid den tidpunkt då ett kvalspel till en europeisk U21-turnering inleds. Vid själva turneringen får man vara max 23 år gammal. U21-landslaget bildades 1976 till följd av omgrupperingen av UEFA:s ungdomsturneringar. Landslaget har vunnit U21-EM fem gånger och tagit silver tre gånger. De har tillsammans med Italiens U21-landslag vunnit tävlingen flest gånger. 
20 av de 23 spelare som var uttagna till Spaniens landslagstrupp som vann EM 2008 hade kommit upp genom ungdomsprogrammen. Många av dem hade även vunnit ungdomstitlar.

## Spelarstatistik

### Flest matcher
| Placering       | Spelare                            | Klubb(ar)                           | År        | Matcher |
| --------------- | ---------------------------------- | ----------------------------------- | --------- | ------- |
| 1               | Gerard Deulofeu                    | Barcelona, Everton, Sevilla, Milan  | 2012–2017 | 36      |
| 2               | Borja Mayoral                      | Real Madrid, VfL Wolfsburg, Levante | 2015–2019 | 31      |
| Jorge Meré      | Sporting Gijón, FC Köln            | 2015–2019                           | 31        |         |
| Iker Muniain    | Athletic Bilbao                    | 2011–2014                           | 31        |         |
| 5               | Dani Ceballos                      | Betis, Real Madrid                  | 2015–2019 | 29      |
| 6               | Santiago Denia                     | Albacete, Atlético Madrid           | 1992–1996 | 27      |
| David de Gea    | Atlético Madrid, Manchester United | 2009–2013                           | 27        |         |
| 8               | Diego Capel                        | Sevilla                             | 2007–2011 | 25      |
| Mikel Oyarzabal | Real Sociedad                      | 2017–2019                           | 25        |         |
| Saúl            | Atlético Madrid, Rayo Vallecano    | 2013–2017                           | 25        |         |
| Xavi            | Barcelona                          | 1998–2001                           | 25        |         |

Notering: Under klubb(ar) anges samtliga klubbar spelaren spelade för under sin tid i U21-landslaget.

### Flest mål
| Placering | Spelare         | Klubb(ar)                                  | År        | Mål |
| --------- | --------------- | ------------------------------------------ | --------- | --- |
| 1         | Gerard Deulofeu | Barcelona, Everton, Sevilla, Milan         | 2012–2017 | 17  |
| 2         | Borja Mayoral   | Real Madrid, VfL Wolfsburg, Levante        | 2015–2019 | 16  |
| 3         | Rodrigo         | Benfica                                    | 2011–2013 | 15  |
| 4         | Isco            | Málaga, Real Madrid                        | 2011–2014 | 14  |
| 5         | Álvaro Morata   | Real Madrid, Juventus                      | 2013–2014 | 13  |
| 6         | Óscar           | Barcelona, Albacete                        | 1992–1996 | 12  |
| 7         | Munir           | Barcelona                                  | 2014–2016 | 10  |
| 8         | Pablo Couñago   | Celta, Recreativo, Ipswich Town            | 1999–2001 | 9   |
|           | Adrián          | Deportivo, Alavés, Málaga, Atlético Madrid | 2007–2011 | 9   |
|           | Saúl            | Atlético Madrid, Rayo Vallecano            | 2013–2017 | 9   |

Notering: Under klubb(ar) anges samtliga klubbar spelaren spelade för under sin tid i U21-landslaget.
- Matcher och mål är korrekta per den 30 juni 2019

## Spelartruppen
Följande spelare var uttagna till EM-kvalet mot Nordmakedonien den 14 november och Israel den 19 november 2019.
Matcher och mål är korrekta per den 19 november 2019.
| Nr | Pos. | Namn              | Födelsedatum (ålder) | Matcher | Mål |          | Klubb                  |
| -- | ---- | ----------------- | -------------------- | ------- | --- | -------- | ---------------------- |
| 1  | MV   | Álvaro Fernández  | 13 april 1998        | 3       | 0   | Spanien  | Huesca                 |
| 13 | MV   | Josep Martínez    | 27 maj 1998          | 0       | 0   | Spanien  | Las Palmas             |
| 23 | MV   | Iñaki Peña        | 2 mars 1999          | 0       | 0   | Spanien  | Barcelona B            |
|    |      |                   |                      |         |     |          |                        |
| 2  | F    | Pedro Porro       | 13 september 1999    | 4       | 0   | Spanien  | Valladolid             |
| 3  | F    | Francisco Montero | 14 januari 1999      | 1       | 0   | Spanien  | Deportivo de La Coruña |
| 4  | F    | Eric García       | 9 januari 2001       | 5       | 0   | England  | Manchester City        |
| 5  | F    | José Amo          | 9 april 1998         | 3       | 0   | Spanien  | Sevilla                |
| 12 | F    | Aitor Buñuel      | 10 februari 1998     | 4       | 1   | Spanien  | Racing Santander       |
| 17 | F    | Marc Cucurella    | 22 juli 1998         | 5       | 1   | Spanien  | Getafe                 |
| 18 | F    | Adrià Pedrosa     | 13 maj 1998          | 4       | 1   | Spanien  | Espanyol               |
| 19 | F    | Enrique Clemente  | 4 mars 1999          | 1       | 0   | Spanien  | Zaragoza               |
|    |      |                   |                      |         |     |          |                        |
| 6  | MF   | Manu García       | 2 januari 1998       | 3       | 2   | Spanien  | Sporting Gijón         |
| 7  | MF   | Alejandro Pozo    | 22 februari 1999     | 6       | 0   | Spanien  | Sevilla                |
| 8  | MF   | Fran Beltrán      | 3 februari 1999      | 7       | 0   | Spanien  | Celta Vigo             |
| 10 | MF   | Óscar Rodríguez   | 28 juni 1998         | 4       | 1   | Spanien  | Leganés                |
| 14 | MF   | Pepelu            | 11 augusti 1998      | 3       | 0   | Portugal | Tondela                |
| 16 | MF   | Gonzalo Villar    | 23 mars 1998         | 4       | 0   | Spanien  | Elche                  |
| 20 | MF   | Ferrán Torres     | 29 februari 2000     | 6       | 0   | Spanien  | Valencia               |
| 21 | MF   | Pol Lozano        | 6 oktober 1999       | 4       | 0   | Spanien  | Espanyol               |
|    |      |                   |                      |         |     |          |                        |
| 9  | A    | Abel Ruiz         | 28 januari 2000      | 3       | 0   | Portugal | Braga                  |
| 11 | A    | Andrés Martín     | 11 juli 1999         | 6       | 0   | Spanien  | Rayo Vallecano         |
| 15 | A    | Ansu Fati         | 31 oktober 2002      | 2       | 0   | Spanien  | Barcelona              |
| 22 | A    | Sergio Gómez      | 4 september 2000     | 2       | 0   | Spanien  | Huesca                 |